# Sulaöarna

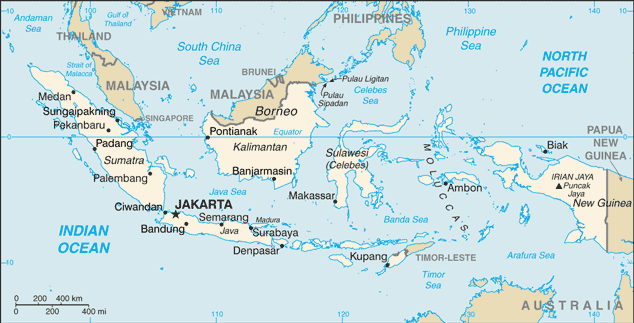
Indonesien

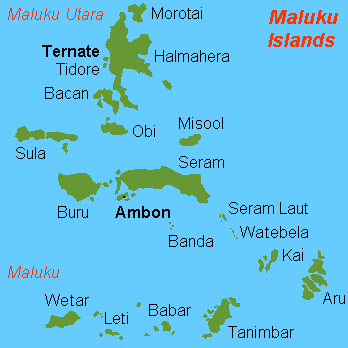
Moluckerna

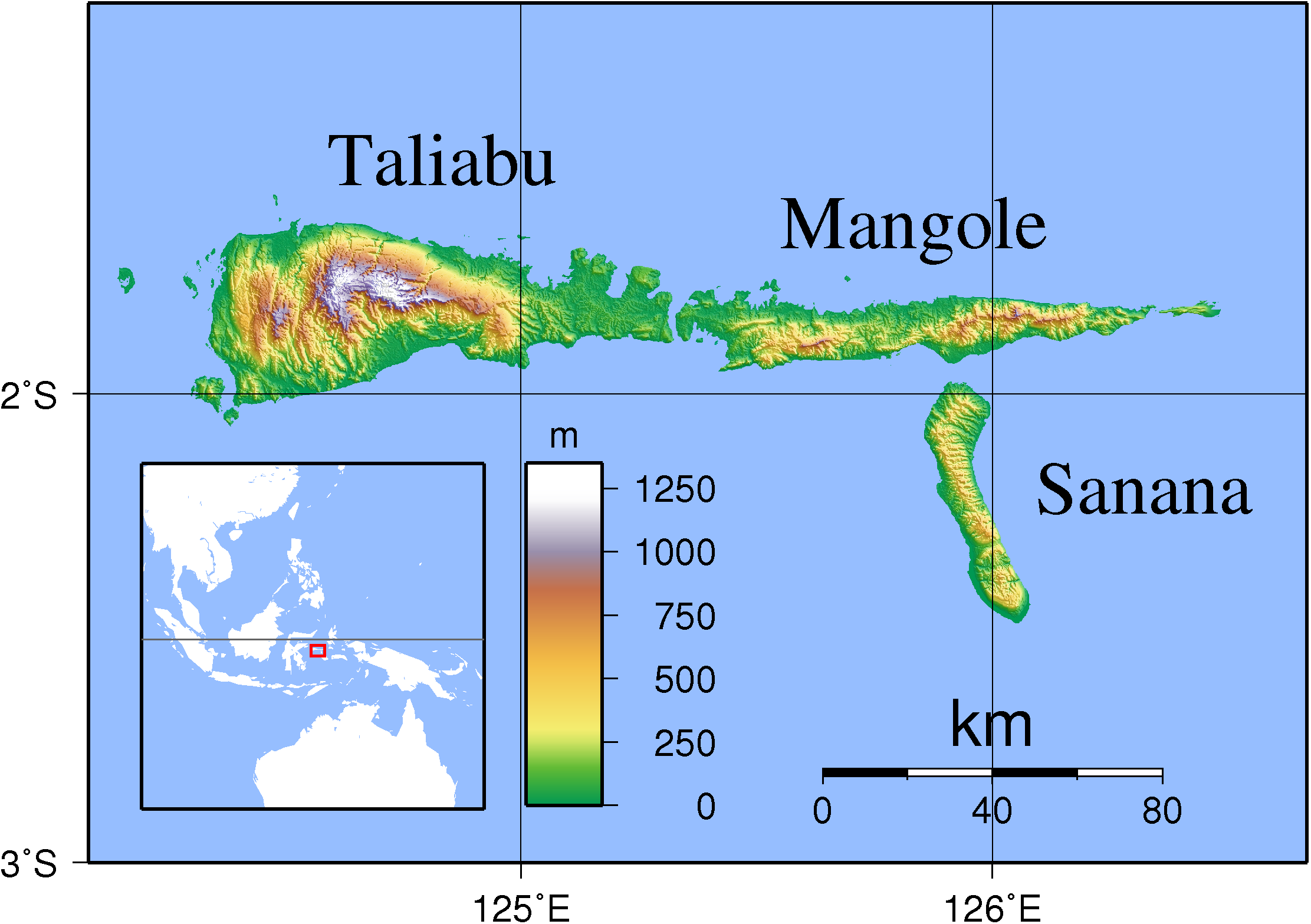
Sulaöarna

Sula eller Sulaöarna (Kepulauan Sula indonesiska), tidigare Soela Eilanden ( [su:la ejlanden], nederländska), är en ögrupp i Maluku Utaraprovinsen (Norra Moluckerna) i Indonesien i västra Stilla havet.

## Geografi
Sulaöarna är en ögrupp bland Moluckerna och ligger cirka 2 000 km nordöst om Djakarta och cirka 380 km sydväst om huvudön Ternate. De geografiska koordinaterna är 2°40′ S och 125°58′ Ö.
Ögruppen har en area om cirka 9 632 km² och täcks till stora delar av regnskog. De största öarna är
- Pulau Sanana, cirka 631 km², huvudön
- Pulau Mangole, cirka 1 196 km²
- Pulau Taliabu, cirka 3 421 km²
- samt en rad småöar där de större är Lifamatola i öst, Masoni och Seho i väst

Området har cirka 130 000  invånare. Huvudorten är Sanana på huvudöns nordöstra del. Den högsta höjden är den cirka 1 649 m ö h på Taliabu.
Förvaltningsmässigt utgör ögruppen distriktet Kabupaten Kepulauan Sula och är underdelad i 7 "kecamatan" (kommun).
Nordväst om Sanana ligger öns flygplats Sanana (flygplatskod "SQN") för lokalt flyg.

## Historia
Sulaöarna beboddes troligen av melanesier redan cirka 1 500 f Kr och har länge legat inom sultanatet Ternates inflytandeområde.
I början på 1600-talet anlände holländare från Vereenigde Oostindische Compagnie (Holländska Ostindiska Kompaniet) till ögruppen, som slutligen hamnade under nederländsk överhöghet.
Nederländerna behöll styret över ön fram till Indonesiens självständighet 1949, utom en kort tid under andra världskriget, då området var ockuperat av Japan.
I början på 1999 utbröt oroligheter mellan kristna och muslimer, som dock inte blev lika våldsamma som på andra ställen i Moluckerna. Samma år delades provinsen Moluckerna i två områden, och Sulaöarna blev del i Maluku Utara (Norra Moluckerna).